# Bo (hund)
 For alternative betydninger, se Bo. (Se også artikler, som begynder med Bo)
Bo Obama (født 9. oktober 2008 i Chicago, død 8. maj 2021) var familien Obamas hund, under Barack Obamas tid som præsident i Det Hvide Hus (2009-2017). Hunden var af racen portugisisk vandhund. Bo var en gave fra senator Ted Kennedy til Barack og Michelle Obama, og deres to døtre Malia og Sasha. Det er også døtrene der har døbt hunden "Bo", da deres kusine havde en kat med samme navn.

## Historie
Den 14. april 2009 tiltrådte Bo officielt som førstehund, da han flyttede ind i Det Hvide Hus som familien Obamas kæledyr. Dette skete efter at Barack Obama under valgkampen i 2008 havde lovet døtrene en hund, hvis han blev valgt som USA's præsident.
I august 2013 fik Bo en kæreste med navnet Sunny. Hun var af samme race og var blevet født i juni 2012. Sunny fik samme rettigheder som Bo og kunne derfor også kalde sig for "førstehund" med adgang til Det ovale kontor.

## Galleri
- Bo på besøg i Det Hvide Hus to dage før han flyttede ind.
- Bo og Barack ombord på Air Force One den 23. december 2011 på vej til Hawaii på juleferie.
- Bo bliver kløet bag øret af Aung San Suu Kyi, med Barack Obama og Hillary Clinton som tilskuere.
- Bo (t.v.) sammen med Sunny i august 2013.
- USA's førstehunde Bo (t.h.) og Sunny sammen med familien Obama foran Det Hvide Hus i april 2015.